# Tom Boyd
Thomas "Tom" Boyd MBE, född 24 november 1965 i Glasgow, är en skotsk före detta fotbollsspelare. Under sin karriär spelade han för Motherwell, Chelsea och Celtic. Han gjorde totalt 72 landskamper för Skottlands landslag och var bland annat med i VM 1998.

## Karriär
Tom Boyd startade sin karriär i Motherwell där han kom att göra 252 ligamatcher. Han vann även sin första pokal då Motherwell vann med 4-3 över Dundee United i 1991 års Cupfinal, en match som anses vara en av tidernas mest minnesvärda matcher i Skottland.
Efter cuptriumfen flyttade Boyd till engelska Chelsea, där han stannade till februari 1992 innan han flyttade till Celtic i utbyte mot Tony Cascarino. I Celtic spelade han under resten av sin karriär, där han kom att bli lagkapten under 1997–2002. 1998 bröt Celtic Rangers dominans när de spelade hem Premier League för första gången på 10 år. När sedan Martin O'Neill tog över som tränare 2000 vann Celtic trippeln (Premier League, Skotska cupen samt ligacupen), för tredje gången i klubbens historia. Boyd var även med och försvarade ligatiteln säsongen därpå.
I Skottlands landslag är Tom Boyd den femte spelaren med flest landskamper, 72 st. Han var med och spelade tre stora mästerskap; EM 1992, EM 1996 och VM 1998. I VM-turneringen gjorde Boyd självmål i matchen mot Brasilien, vilket gjorde att Brasilien kunde vinna med 2-1 i öppningsmatchen.

## Meriter
Motherwell
- Skotska cupen: 1991

Celtic
- Skotska Premier League: 1998, 2001, 2002
- Skotska cupen: 1995, 2001
- Skotska ligacupen: 1997, 2000, 2001